# Giải thưởng của Hiệp hội phê bình phim Boston cho Nam diễn viên phụ xuất sắc nhất
Giải thưởng của Hiệp hội phê bình phim Boston dành cho Nam diễn viên phụ xuất sắc nhất là một trong những giải thưởng phim hàng năm do Hiệp hội phê bình điện ảnh Boston đưa ra.

## Người chiến thắng

### Những năm 1980
| Năm  | Người chiến thắng | Phim                          | Vai                      |
| ---- | ----------------- | ----------------------------- | ------------------------ |
| 1980 | Jason Robards     | Melvin and Howard             | Howard Hughes            |
| 1981 | Jack Nicholson    | Reds                          | Eugene O'Neill           |
| 1982 | Mickey Rourke     | Diner                         | Robert “Boogie” Sheftell |
| 1983 | Jack Nicholson    | Terms of Endearment           | Garrett Breedlove        |
| 1984 | John Malkovich    | The Killing Fields            | Al Rockoff               |
| 1984 | John Malkovich    | Places in the Heart           | Mr. Will                 |
| 1985 | Ian Holm          | Brazil                        | Mr. Kurtzmann            |
| 1985 | Ian Holm          | Dance with a Stranger         | Desmond Cussen           |
| 1985 | Ian Holm          | Dreamchild                    | Charles L. Dodgson       |
| 1985 | Ian Holm          | Wetherby                      | Stanley Pilborough       |
| 1986 | Dennis Hopper     | Blue Velvet                   | Frank Booth              |
| 1986 | Ray Liotta        | Something Wild                | Ray Sinclair             |
| 1987 | R. Lee Ermey      | Full Metal Jacket             | Gunnery Sergeant Hartman |
| 1988 | Dean Stockwell    | Married to the Mob            | Tony “The Tiger” Russo   |
| 1988 | Dean Stockwell    | Tucker: The Man and His Dream | Howard Hughes            |
| 1989 | Danny Aiello      | Do the Right Thing            | Salvatore “Sal” Fragione |

### Những năm 1990
| Năm  | Người chiến thắng   | Phim                       | Vai'                              |
| ---- | ------------------- | -------------------------- | --------------------------------- |
| 1990 | Joe Pesci           | Goodfellas                 | Tommy DeVito                      |
| 1991 | Anthony Hopkins     | The Silence of the Lambs   | Dr. Hannibal Lecter               |
| 1992 | Gene Hackman        | Unforgiven                 | Little Bill Daggett               |
| 1993 | Ralph Fiennes       | Schindler's List           | Amon Göth                         |
| 1994 | Martin Landau       | Ed Wood                    | Bela Lugosi                       |
| 1995 | Kevin Spacey        | The Usual Suspects         | Roger “Verbal” Kint               |
| 1996 | Edward Norton       | Everyone Says I Love You   | Holden Spence                     |
| 1996 | Edward Norton       | Primal Fear                | Aaron Stampler                    |
| 1996 | Edward Norton       | The People vs. Larry Flynt | Alan Isaacman                     |
| 1997 | Kevin Spacey        | L.A. Confidential          | Detective Sergeant Jack Vincennes |
| 1998 | William H. Macy     | A Civil Action             | James Gordon                      |
| 1998 | William H. Macy     | Pleasantville              | George Parker                     |
| 1998 | William H. Macy     | Psycho                     | Milton Arbogast                   |
| 1998 | Billy Bob Thornton  | A Simple Plan              | Jacob Mitchell                    |
| 1999 | Christopher Plummer | The Insider                | Mike Wallace                      |

### Những năm 2000
| Năm  | Người chiến thắng         | Phim                                   | Vai                    |
| ---- | ------------------------- | -------------------------------------- | ---------------------- |
| 2000 | Fred Willard              | Best in Show                           | Buck Laughlin          |
| 2001 | Ben Kingsley              | Sexy Beast                             | Don Logan              |
| 2002 | Alan Arkin                | Thirteen Conversations About One Thing | Gene                   |
| 2003 | Peter Sarsgaard           | Shattered Glass                        | Charles Lane           |
| 2004 | Thomas Haden Church       | Sideways                               | Jack Cole              |
| 2005 | Paul Giamatti             | Cinderella Man                         | Joe Gould              |
| 2006 | Mark Wahlberg             | The Departed                           | Staff Sgt. Sean Dignam |
| 2007 | Javier Bardem             | No Country for Old Men                 | Anton Chigurh          |
| 2008 | Heath Ledger (posthumous) | The Dark Knight                        | The Joker              |
| 2009 | Christoph Waltz           | Inglourious Basterds                   | Col. Hans Landa        |

### Những năm 2010
| Năm  | Người chiến thắng             | Phim                            | Vai              |
| ---- | ----------------------------- | ------------------------------- | ---------------- |
| 2010 | Christian Bale                | The Fighter                     | Dicky Eklund     |
| 2011 | Albert Brooks                 | Drive                           | Bernie Rose      |
| 2012 | Ezra Miller                   | The Perks of Being a Wallflower | Patrick          |
| 2013 | James Gandolfini (posthumous) | Enough Said                     | Albert           |
| 2014 | J. K. Simmons                 | Whiplash                        | Terence Fletcher |
| 2015 | Mark Rylance                  | Bridge of Spies                 | Rudolf Abel      |
| 2016 | Mahershala Ali                | Moonlight                       | Juan             |